# 弗盧爾巴赫河 (費爾希巴赫河支流)
49°05′44″N 11°04′51″E / 49.09545°N 11.08070°E
弗盧爾巴赫河是德國的河流，位於該國東南部，由巴伐利亞負責管轄，屬於費爾希巴赫河的左支流，河道全長3公里，河畔城鎮有普萊恩費爾德和海德克。